# 15 février 2001
Le jeudi 15 février 2001 est le 46e jour de l'année 2001.

## Naissances
- Bernat Erta, athlète espagnol
- Christian Pastina, footballeur italien
- Haley Tju, actrice américaine
- Mohammed Maran, footballeur saoudien
- Muamer Brajanac, footballeur danois
- Reuben Thompson, coureur cycliste néo-zélandais
- Scott High, footballeur écossais
- Zuriko Davitashvili, footballeur géorgien

## Décès
- Burt Kennedy (né le 3 septembre 1922), réalisateur, scénariste, producteur et acteur américain
- Daniel Soula (né le 5 février 1906), personnalité politique française
- Folke Skoog (né le 15 juillet 1908), botaniste suédois
- Khalid Abdul Muhammad (né le 12 janvier 1948), personnalité politique noire américaine principalement connue pour avoir été le porte-parole de Nation of Islam jusqu'en 1993
- Khalid Abdul Muhammad (né le 12 janvier 1948), personnalité politique noire américaine principalement connue pour avoir été le porte-parole de Nation of Islam jusqu'en 1993
- Pierre Petitfils (né le 12 octobre 1908), critique littéraire français
- Ricardo Otxoa (né le 30 août 1974), cycliste espagnol
- Roy N. Sickner (né le 30 septembre 1928), acteur et cascadeur américain
- Viatcheslav Filipovitch Bachkirov (né le 22 avril 1915), aviateur soviétique

## Événements
- Découverte de (123852) Jánboďa
- Sortie des single Always Love, Asche zu Asche et Kuyashi Namida Porori
- Sortie des films Ce que veulent les femmes et Hannibal
- Début des championnats du monde de ski nordique 2001
- Sortie du jeu vidéo The Settlers IV
- la justice américaine décide d'ouvrir une enquête préliminaire sur la grâce accordée par l'ancien président Bill Clinton au financier Marc Rich, en fuite à l'étranger.
- l'Allemand Hans-Joachim Klein est condamné à Francfort à neuf ans de prison pour sa participation à la prise d'otages des ministres de l'Organisation des pays exportateurs de pétrole en décembre 1975 à Vienne qui s'était soldée par la mort de trois personnes.